# National Gallery of Canada

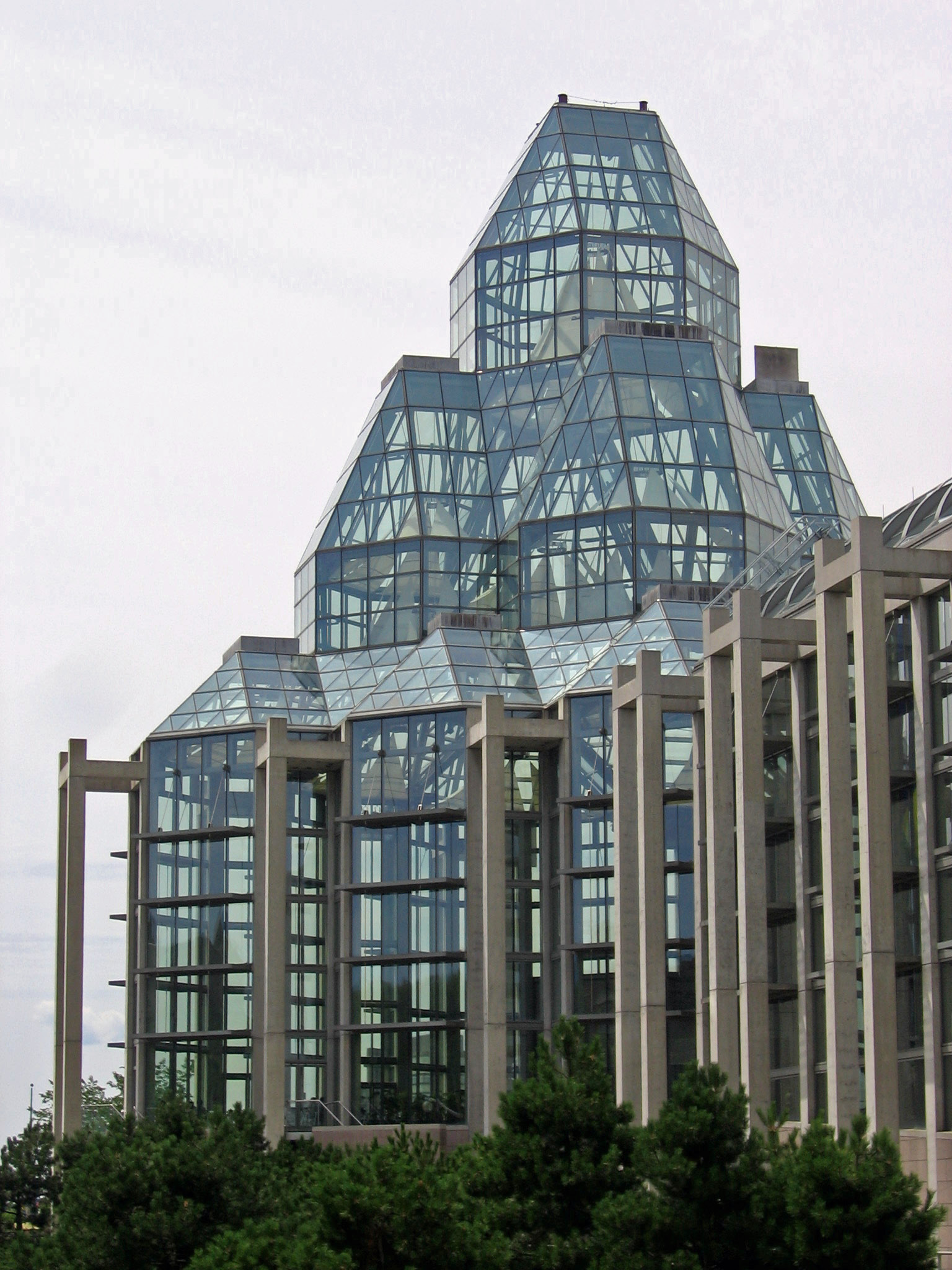
National Gallery of Canada

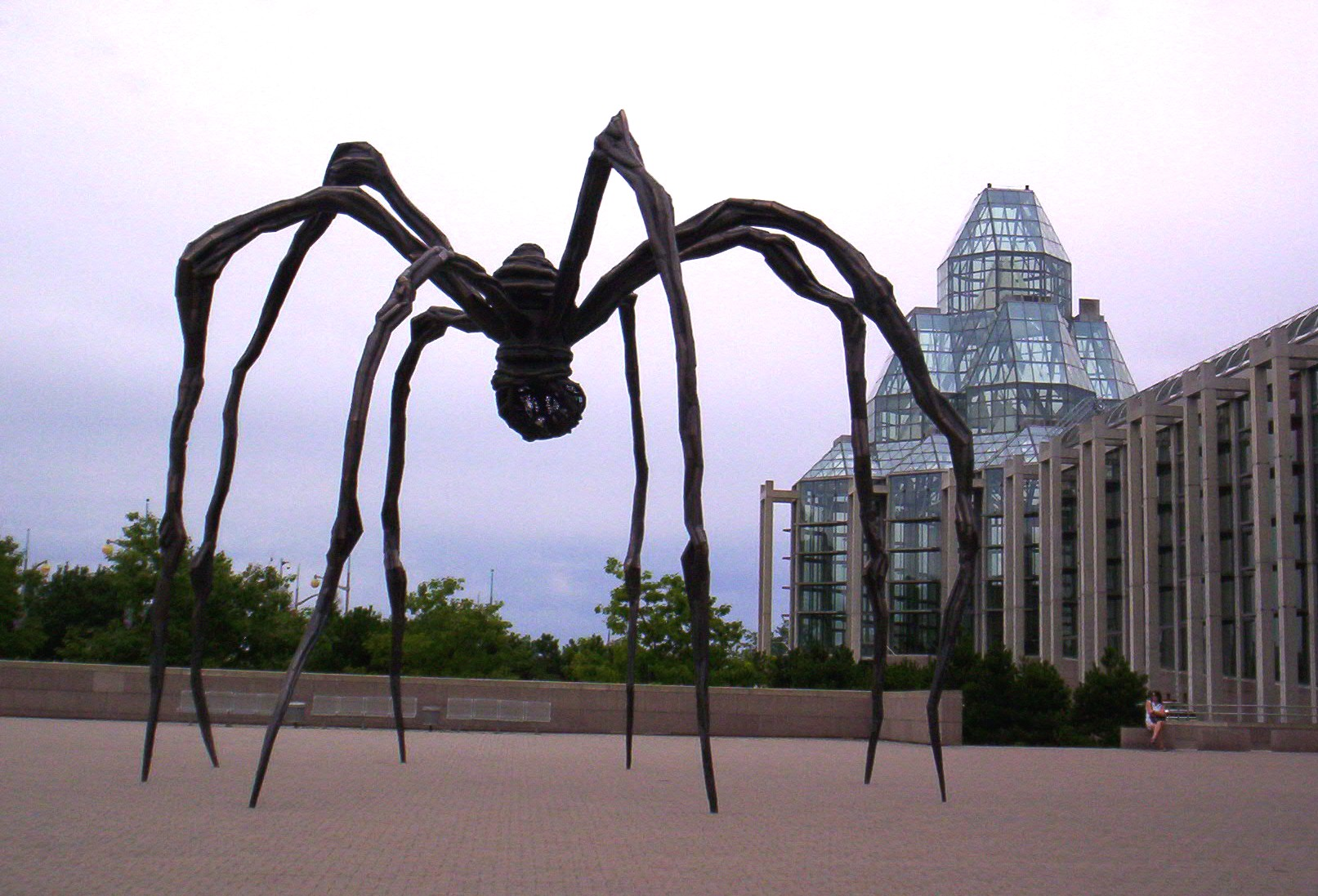
Maman sculptuur van Louise Bourgeois

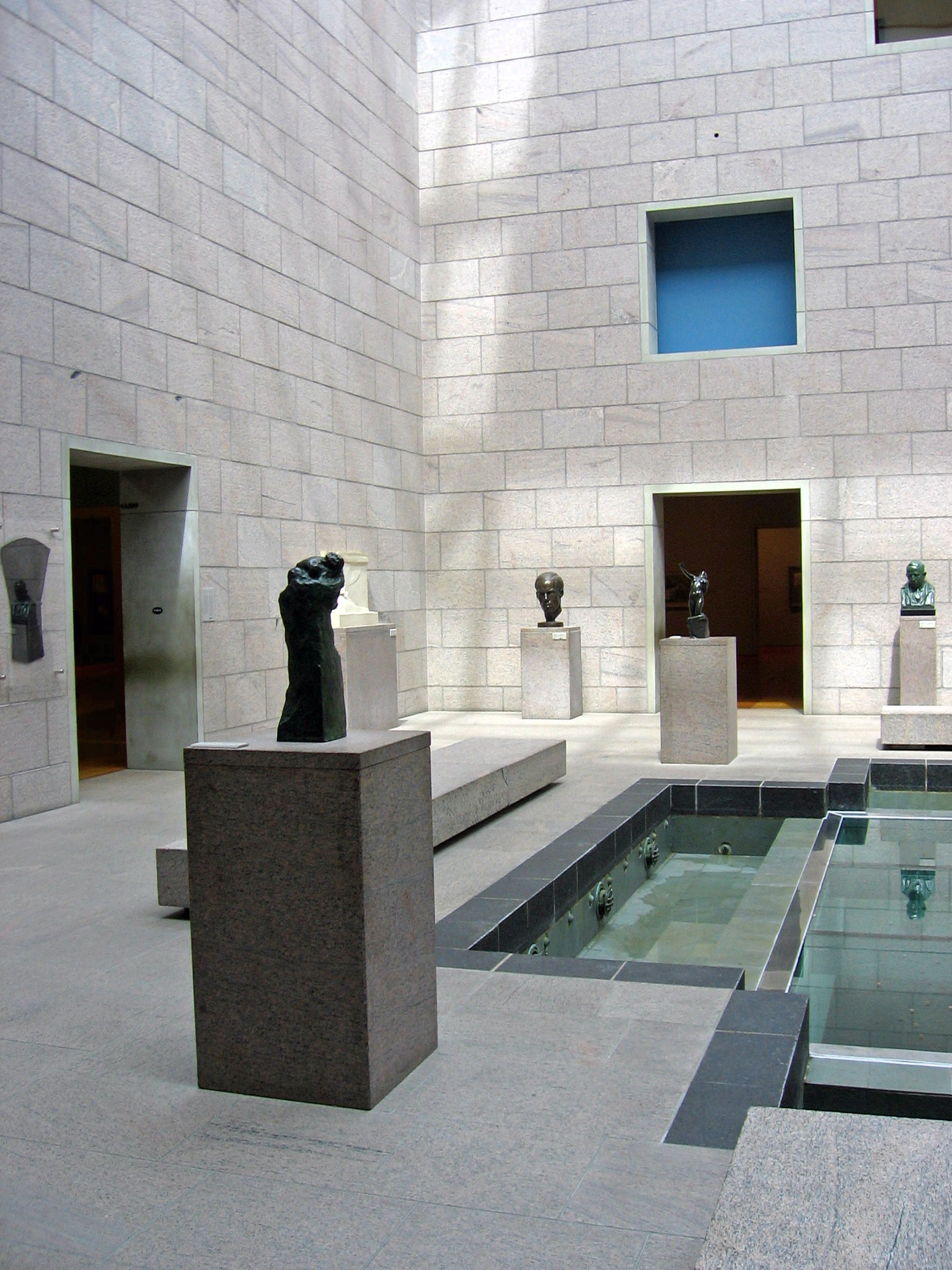
De beeldenpatio

De National Gallery of Canada bevindt zich aan Sussex Drive in de Canadese hoofdstad Ottawa, in de provincie Ontario. Het is een van de belangrijkste musea van Canada.
De National Gallery is ontworpen door de architect Moshe Safdie en opende zijn deuren in 1988.

## Historie
De National Gallery is in 1880 gesticht door de Gouverneur-Generaal van Canada John Douglas Sutherland Campbell, 9th Duke of Argyll, en werd in 1882 gehuisvest in hetzelfde gebouw als het Supreme Court of Canada op Parliament Hill. In 1911 verhuisde de National Gallery naar het Victoria Memorial Museum. Vervolgens werd het museum in 1962 naar een onopvallend kantoorpand verplaatst in Elgin Street. De huidige locatie werd betrokken na voltooiing van de nieuwbouw aan Sussex Drive in 1988.

## Collectie
De National Gallery heeft een grote en gevarieerde collectie schilderijen, tekeningen, foto's en beeldhouwwerk. Alhoewel de nadruk ligt op Canadese kunst, bezit het museum ook werk van vele gerenommeerde Europese kunstenaars. Het museum heeft een sterke collectie moderne en hedendaagse kunst met enkele van de bekendste werken van Andy Warhol.

## Bekende werken
- A Woman at her Toilet van Rembrandt Van Rijn
- Brillo van Andy Warhol
- Composition No. 12 with Blue van Piet Mondriaan
- De Annunciatie door Gabriël aan de Maagd van haar ophanden zijnde dood van Paulus Bor
- Entombment of Christ van Peter Paul Rubens
- Eve, the Serpent, and Death van Hans Baldung
- Forest van Paul Cézanne
- Forty-Part Motet van Janet Cardiff
- Gala and The Angelus of Millet Before the Imminent Arrival of the Conical Anamorphoses van Salvador Dali
- Hay Harvest at Éragny van Camille Pissarro
- Hope I van Gustav Klimt
- Iris van Vincent Van Gogh
- Jack Pine van Tom Thomson
- Maman sculptuur van Louise Bourgeois
- Meadow and Farm of Jas de Bouffan van Paul Cezanne
- Memories of My Youth van Marc Chagall
- No. 29 van Jackson Pollock
- Nude on a Yellow Sofa van Henri Matisse
- Jean-Pierre Hoschedé et Michel Monet au bord de l'Epte van Claude Monet
- Perspective: Madame Récamier by David van René Magritte
- Borstbeeld Paus Urbanus VIII van Gian Lorenzo Bernini
- Salisbury Cathedral from the Bishop's Grounds van John Constable
- Stilleven: Bloemen van Vincent Van Gogh
- Study for Portrait No. 1 van Francis Bacon
- 10 variations op Mao Zedong van Andy Warhol
- The Death of General Wolfe van Benjamin West
- The Mechanic van Fernand Leger
- The Port of Antwerp van Georges Braque
- The Small Table van Pablo Picasso
- The Tribute Money van Rembrandt Van Rijn
- Venus van Lucas Cranach de Oudere
- Voice of Fire van Barnett Newman
- Madonna col Bambino van Andrea del Sarto